# Полуніна Альона Євгенівна
Альона Євгенівна Полуніна (рос. Полунина Алёна Евгеньевна, народилася 31 грудня 1975, Туапсе) — російський режисер, учасниця Євромайдану. Її головний слоган: «Я не зводжу рахунків за допомогою мистецтва». Її фільм поза конкурсом закривав український фестиваль документального кіно Docudays UA.
У 2018 році Альона Полуніна зняла фільм «Своя республіка» присвячений Батальйону «Восток» — незаконному збройному формуванню так званої «Донецької Народної Республіки». В інтерв'ю до знятого фільму, Альона Полуніна висловила свою особисту політичну позицію:
«Мені як документалісту було не все рівно, по яку сторону перебувати»

## Фільмографія
- Непал форева (2013)
- Своя республіка (2018)